# Pericallia conflictalis
Aethalida conflictalis là một loài bướm đêm thuộc phân họ Arctiinae, họ Erebidae.